# Făt-Frumos

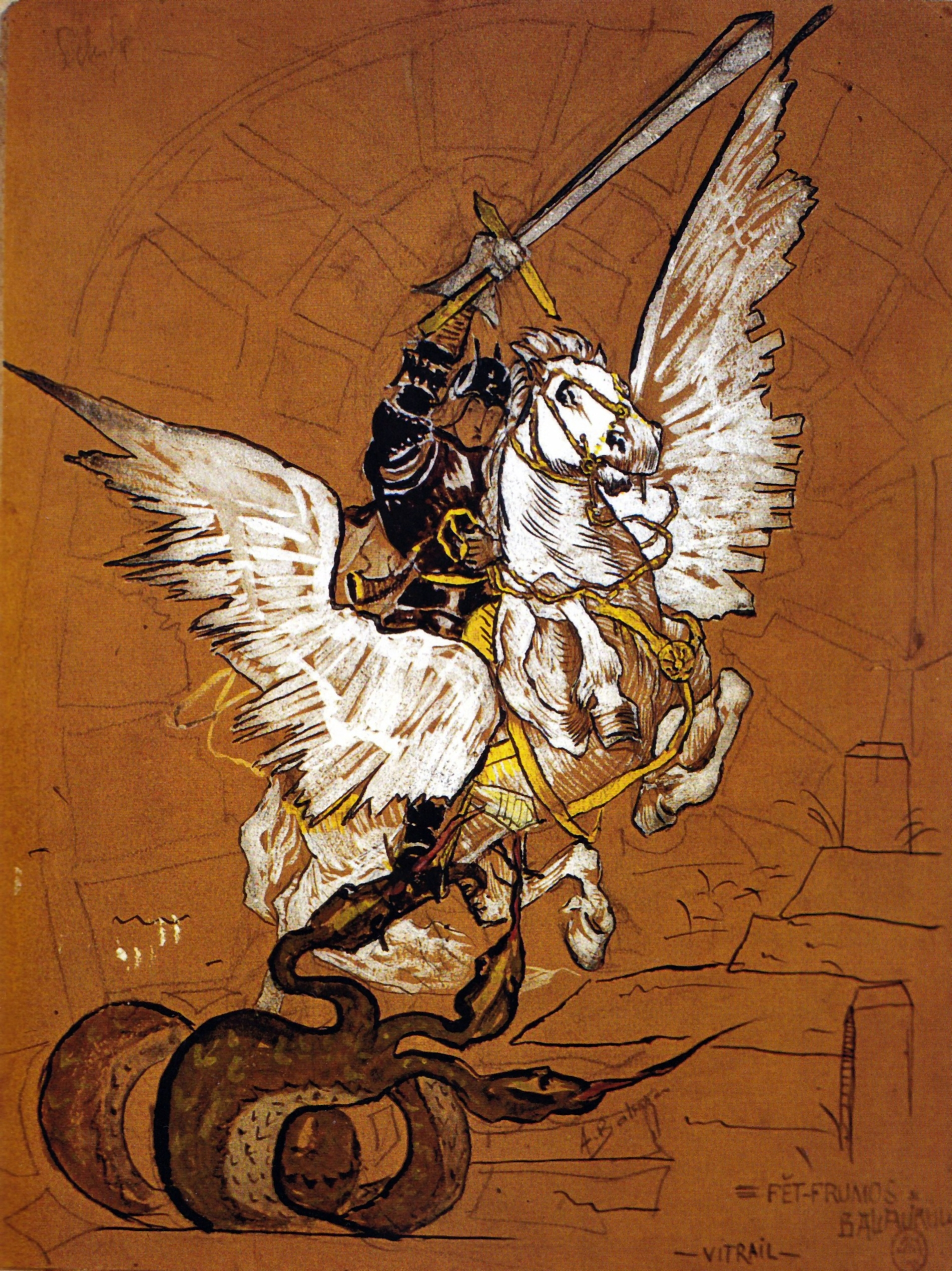
Făt-Frumos in un disegno di Apcar Baltazar

Făt frumos din lacrima (dal rumeno il bel principe nato da una lacrima) è una delle più conosciute fiabe di Mihai Eminescu, poeta nazionale romeno, pubblicata nell'inverno 1870.
La fiaba può esser definita "fiaba colta" in quanto vi è la presenza di frasi raffinate ed originali (come quella d'apertura e quella conclusiva), riferimenti a precedenti studi filologici dell'autore, descrizioni simili a versi poetici. Come in ogni fiaba romena, Dio, la figura del sacro, è presente, viene nominato ed agisce sui destini e sulle vite degli uomini. Tutti i personaggi presenti hanno peculiarità proprie, possono essere facilmente riconosciuti ed hanno un ruolo ben preciso all'interno della storia.
La vicenda si snoda attraverso tre azioni a cui corrispondono tre personaggi negativi e positivi, tre prove da superare ad ogni incontro ed alcuni adiuvanti che aiuteranno il protagonista a portare a termine positivamente le prove.